# Interception (amerikansk fotboll)
För andra betydelser, se Interception.
I amerikansk fotboll sker en interception, eller passningsbrytning, när en framåtpassning fångas av en spelare i motståndarlaget. Detta leder till ett omedelbart skifte av bollinnehavet och försvararen som fångade bollen kan genast försöka förflytta bollen så nära motståndarlagets målområde som möjligt. När spelet stoppas, och om det försvarande laget bibehåller kontroll över bollen, tar man över bollinnehavet vid punkten där bollen förklarades död. Eftersom bollinnehav är en kritisk komponent i spelet kan en lyckad interception ha en dramatisk påverkan för lagets vinstchanser.